# エドゥアール・ヴァン・ルモーテル
エドゥアール・ヴァン・ルモーテル（Edouard van Remoortel, 1926年5月30日 - 1977年5月16日）は、ベルギーの指揮者。

## 経歴
1926年、ブリュッセル生まれ。ブリュッセル音楽院とジュネーヴ音楽院でチェロを学び、17歳でデビューを果たしたものの、指揮者になることを志し、イタリアのキジアーナ音楽院に入学してアルチェオ・ガリエラらに指揮法を師事し、またヨーゼフ・クリップスの薫陶も受けた。
帰国後はコンセール・ポピュレールの首席指揮者として経験をつみ、1951年にはベルギー国立管弦楽団の首席指揮者に就任した。1958年から1962年までセントルイス交響楽団の首席指揮者をつとめ、1965年から1970年までモンテカルロ国立歌劇場管弦楽団の音楽顧問となった後はフリーの立場で活躍した。パリにて死去。